# 파키스탄 국제항공
파키스탄 국제항공(영어: Pakistan International Airlines, PIA, 우르두어: پاکستان انٹرنیشنل)은 파키스탄의 국책 항공사로 국내선 및 국제선을 운항하고 있다. 허브 공항은 진나 국제공항, 알라마 이크발 국제공항, 이슬라마바드 국제공항이 있다.

## 역사
당시 파키스탄이 영국의 지배를 받을 때 거슬러 올라간다. 당시 무하마드 알리 진나는 나라를 세우기 위해서는 항공사 네트워크가 필요하다는 것을 인식하였다. 그는 산업가 미르자 아마드 이스파하니에게 도움을 요청하였다. 이로써 1946년 10월 인도 북부 도시 캘커타에 오리엔트 항공이 설립되었다. 1947년 파키스탄이 건국 되었고 당시 오리엔트 항공은 신생국 이던 파키스탄 남부의 카라치로 사무실을 옮겼다. 1954년 6월 7일 카라치에서 첫 비행이 시작되었다. 곧이어 카라치 ~ 라호르와 카라치 ~ 페샤와르 간의 국내 노선이 신설되었다. 1955년 3월 현재의 사명으로 변경했다. 1964년 비공산권 국가의 항공사 중 최초로 중화인민공화국에 취항하였다. 항공업계 전문 리서치 기관인 영국 스카이트랙스에 의해 3성급 항공사로 선정되었다.

## 운항 노선
- 2012년 2월 기준으로 파키스탄 국제항공은 다음과 같은 노선을 운항하고 있다.

### 코드쉐어 협정
- 파키스탄 국제항공은 다음과 같은 항공사와 코드쉐어 협정을 맺고 있으며 현재 항공 동맹에 소속되어 있지 않다.[1]

- 중국남방항공
- 타이항공 (스타얼라이언스)
- 터키항공 (스타얼라이언스)

### 인터라인 협정
- 파키스탄 국제항공은 다음과 같은 항공사와 인터라인 협정을 맺고 있다.

- 말레이시아 항공 (원월드)
- 스리랑카 항공 (원월드)
- 스위스 국제항공 (스타얼라이언스)
- 스칸디나비아 항공 (스타얼라이언스)
- 아메리칸 항공 (원월드)
- 에어 캐나다 (스타얼라이언스)
- 에어 프랑스 (스카이팀)
- 웨스트 제트
- 전일본공수 (스타얼라이언스)
- 중국국제항공

## 보유 기종
- 2020년 1월 기준으로 파키스탄 국제항공은 다음과 같은 기종을 보유하고 있으며 평균 기령은 14.5년이다.[2][3]

## 사건 및 사고
- PIA 705편 추락 사고 (1965년)
- PIA 740편 충돌 사고 (1979년)
- PIA 326편 납치 사고 (1981년)
- PIA 268편 추락 사고 (1992년)
- PIA 544편 충돌 사고 (1998년)
- PIA 661편 추락 사고 (2016년)
- PIA 8303편 추락 사고 (2020년)

## 사진

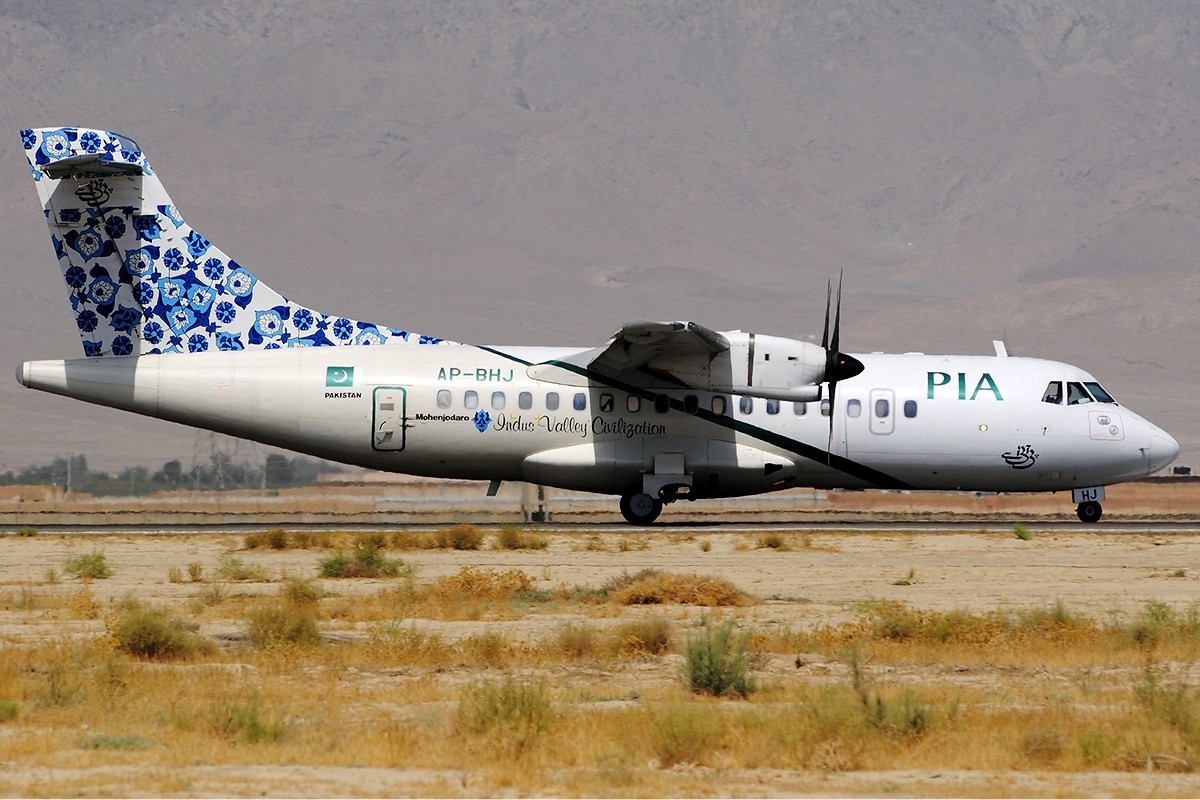
파키스탄 국제항공의 ATR 42-500
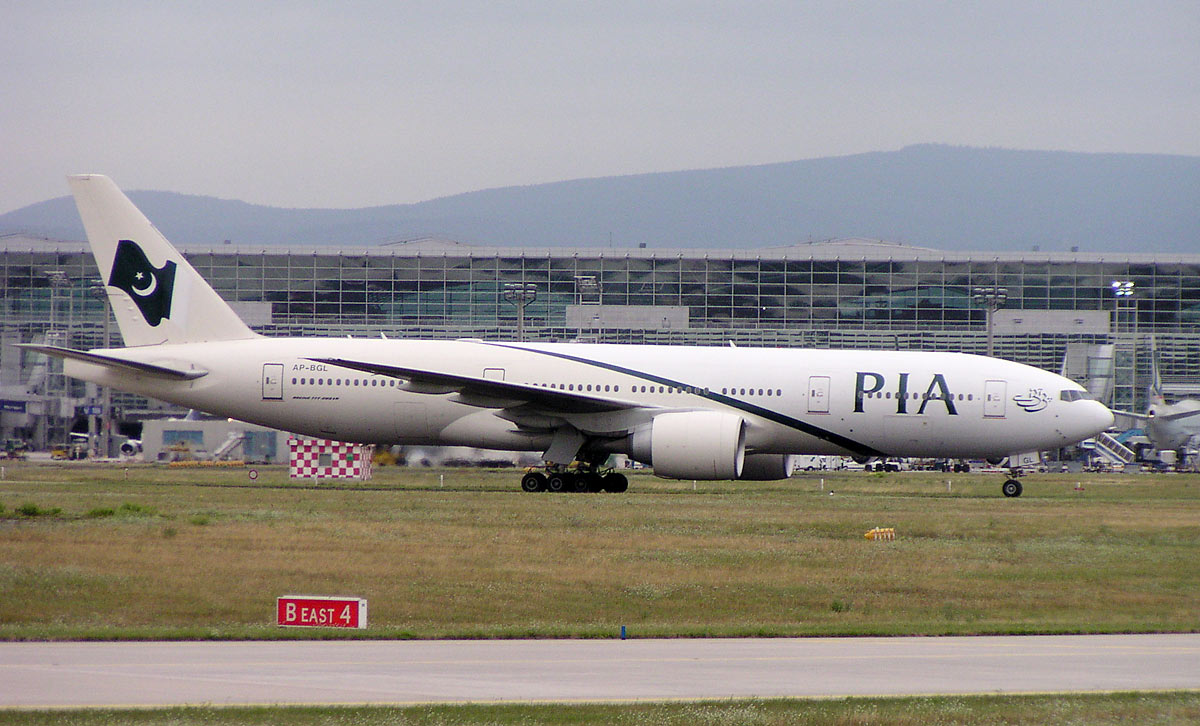
파키스탄 국제항공의 보잉 777-200ER
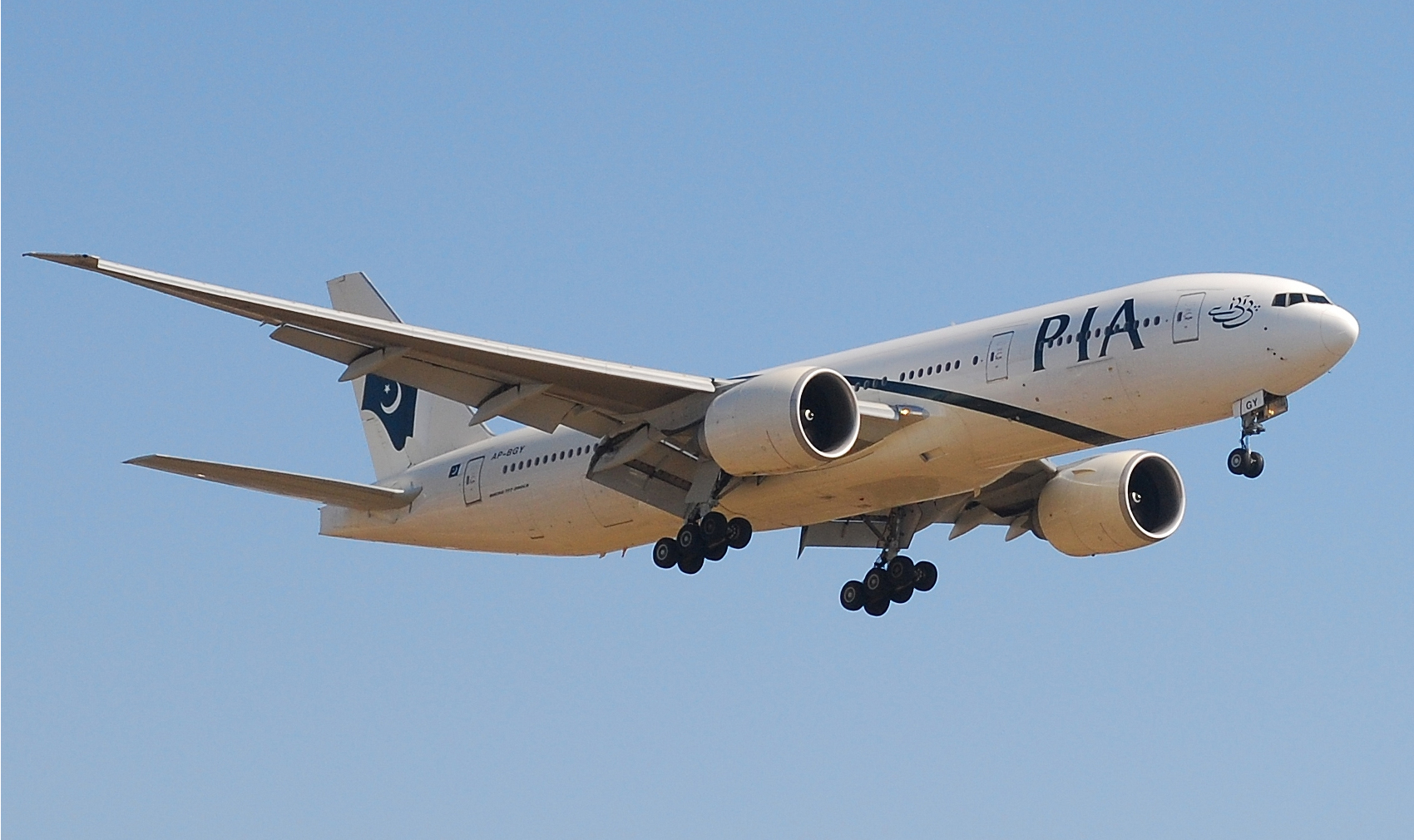
파키스탄 국제항공의 보잉 777-200LR
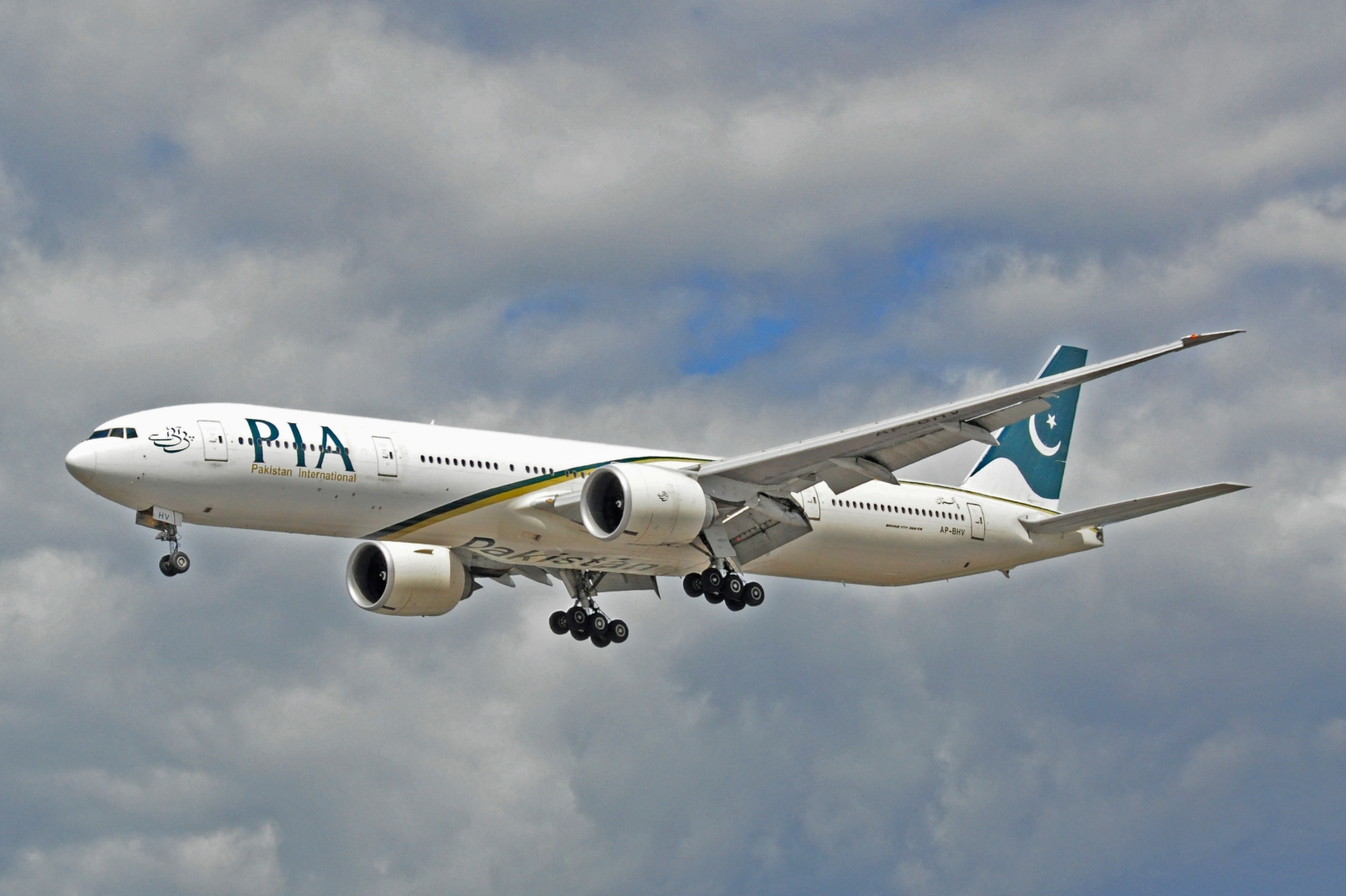
파키스탄 국제항공의 보잉 777-300ER

## 같이 보기
- 파키스탄의 교통